# Florian Oeller
Florian Oeller (* 1979 in München) ist ein deutscher Drehbuchautor.

## Biografie
Florian Oeller arbeitete als Volontär, Lektor und Junior Producer für TV-Produktionsfirmen in Köln, Berlin und London.
2006 war Oeller Teilnehmer der Drehbuchwerkstatt München an der Hochschule für Fernsehen und Film München. 2008 absolvierte Florian Oeller sein Filmstudium an der Hamburg Media School. Danach verfasste er seine ersten Drehbücher. Er begann mit einigen Kurzfilmen und ging anschließend dazu über, einzelne Folgen für große Serien, wie zum Beispiel Mord mit Aussicht oder Polizeiruf 110, zu schreiben.

## Filmografie
- 2008: Dunkelrot (Kurzfilm)
- 2009: Abendlied (Kurzfilm)
- 2009: Anker werfen (Kurzfilm)
- 2010: Lutter: Rote Erde
- 2012: Mord mit Aussicht (1 Episode)
- 2012: Letzte Spur Berlin (2 Episoden)
- 2013: Polizeiruf 110: Fischerkrieg
- 2014: Ein Fall für zwei (3 Episoden)
- 2014: Ein Fall für zwei: Reloaded (3 Episoden)
- 2015: Polizeiruf 110: Sturm im Kopf
- 2015: Das goldene Ufer (Fernsehfilm)
- 2016: Tatort: Zorn Gottes
- 2016: Polizeiruf 110: Im Schatten
- 2016: Tödliche Geheimnisse (Fernsehfilm)[2]
- 2017: Tödliche Geheimnisse – Jagd in Kapstadt (Fernsehfilm)
- 2018: Tatort: Zeit der Frösche
- 2018: Polizeiruf 110: In Flammen
- 2018: Tatort: Treibjagd
- 2018: Helen Dorn – Prager Botschaft
- 2019: Nur eine Frau
- 2020: Die Getriebenen
- 2020: Tatort: National feminin
- 2021: Polizeiruf 110: Sabine
- 2022: Polizeiruf 110: Seine Familie kann man sich nicht aussuchen
- 2025: Polizeiruf 110: Tu es!

## Auszeichnungen
- 2008: Max-Ophüls-Preis für Dunkelrot
- 2009: Studio Hamburg Nachwuchspreis für Abendlied
- 2009: Friedrich-Wilhelm-Murnau-Preis für Dunkelrot in der Kategorie Bester Kurzfilm
- 2009: Bamberger Kurzfilmtage für Dunkelrot in der Kategorie Bester Kurzspielfilm (Fachjury)
- 2013: nominiert für den Grimme-Preis für Letzte Spur Berlin in der Kategorie Serie/Miniserie
- 2022: Grimme-Preis für Polizeiruf 110 – Sabine[3]